# Autostrada A51 (Włochy)
Autostrada A51 (Wschodnia Obwodnica Mediolanu) (wł. Tangenziale Est di Milano) – autostrada w aglomeracji Mediolanu stanowiąca fragment autostradowej obwodnicy miasta, którą oprócz A51 tworzą także autostrady A50, A52 oraz fragment A4. Arteria została oddana do ruchu w roku 1973. Trasa A51 przebiega przez wschodnie przedmieścia Mediolanu oraz położone na północny wschód od miasta tereny mieszkaniowe i przemysłowe. Autostrada zaczyna się na węźle z Autostradą Słońca i biegnie w kierunku północnym. W rejonie miasta Sesto San Giovanni spotyka się z Północną Obwodnicą Mediolanu (A52) i dalej kieruje się na północny wschód do miasta Vimercate. Przejazd trasą jest płatny. Operatorem arterii jest spółka Milano Serravalle – Milano Tangenziali. Na całej trasie obowiązuje ograniczenie prędkości do 90 km/h.